# Municipio de Deep River (Míchigan)
El municipio de Deep River (en inglés: Deep River Township) es un municipio ubicado en el condado de Arenac en el estado estadounidense de Míchigan. En el año 2010 tenía una población de 2.149 habitantes y una densidad poblacional de 23,44 personas por km².

## Geografía
El municipio de Deep River se encuentra ubicado en las coordenadas 44°2′28.07″N 83°59′12.97″O / 44.0411306, -83.9869361. Según la Oficina del Censo de los Estados Unidos, el municipio tiene una superficie total de 91,7 km² (35,4 mi²), de la cual 91,6 km² (35,4 mi²) corresponden a tierra firme y 0,2 km² (0,1 mi²) (0.17%) es agua.

## Demografía
En el 2000 la renta per cápita promedia del hogar era de $37.457, y el ingreso promedio para una familia era de $42.014. El ingreso per cápita para la localidad era de $16.945. En 2000 los hombres tenían un ingreso per cápita de $31.771 contra $21.944  para las mujeres. Alrededor del 12.10% de la población estaba bajo el umbral de pobreza nacional.